# بهبنیسور
بهبنیسور (اوریه: ଭୁବନେଶ୍ବର) مرکز ایالت اودیشا در کشور هند است. این شهر در شرق ایالت اوریسا قرار دارد.
فاصله این شهر تا دهلی پایتخت هند ۴۵۰ کیلومتراست.
مذهب بیشتر مردم این شهر هندو می‌باشد.